# Línea 26 (Buenos Aires)
La línea 26 es una línea de colectivos del Área Metropolitana de Buenos Aires. Une el barrio de Flores con el barrio de Retiro.
La línea 26 es operada por la Empresa 17 de Agosto S.A.

## Recorrido
La línea 26 une Parque Chacabuco con Retiro por medio del siguiente recorrido.

### Parque Chacabuco - Retiro
- Av. Castañares
- Av. Carabobo
- Av. Cobo
- Del Barco Centenera
- Av. Asamblea
- Emilio Mitre
- Av. Rivadavia
- Rosario
- Venezuela
- Muñiz
- Belgrano
- Quintino Bocayuva
- Gascón
- Av. Corrientes
- Av. Leandro N. Alem
- San Martin
- Gilardo Gilardi
- Av. Ramos Mejía

### Retiro - Parque Chacabuco
- Av. Ramos Mejía
- Av. Leandro N. Alem
- Av. Cordoba
- Uruguay
- Lavalle
- Av. Medrano
- Av. Rivadavia
- Del Barco Centenera
- Picheuta
- Av. Castañares
- Cachimayo
- Av.Cobo
- Corea
- Av.Castañares
- Bonorino

## Sitios de interés
- Estación Retiro
- Parque Chacabuco
- Tribunales
- Galerías Pacífico
- Hospital de Clínicas, Hospital de Odontología
- UTN FRBA Medrano, UTN Escuela de Posgrado, ITBA
- Sede Central de la USAL
- UAI Almagro
- Instituto Universitario de la PFA
- Shopping Abasto
- Estadio de Ferro Carril Oeste
- Caballito Shopping
- Auditorio Hotel Bauen
- Teatro Broadway
- Centro Cultural Borges, Centro Cultural San Martin,
- Teatro Gran Rex
- Paseo La Plaza
- Teatro Maipo, Teatro Opera, Teatro Piccadilly, Teatro San Martin,
- Luna Park
- Teatro Nacional Cervantes
- Centro Cultural Konex,
- Teatro Lola Membrives
- Policlínico del Docente
- Obelisco

## Galería

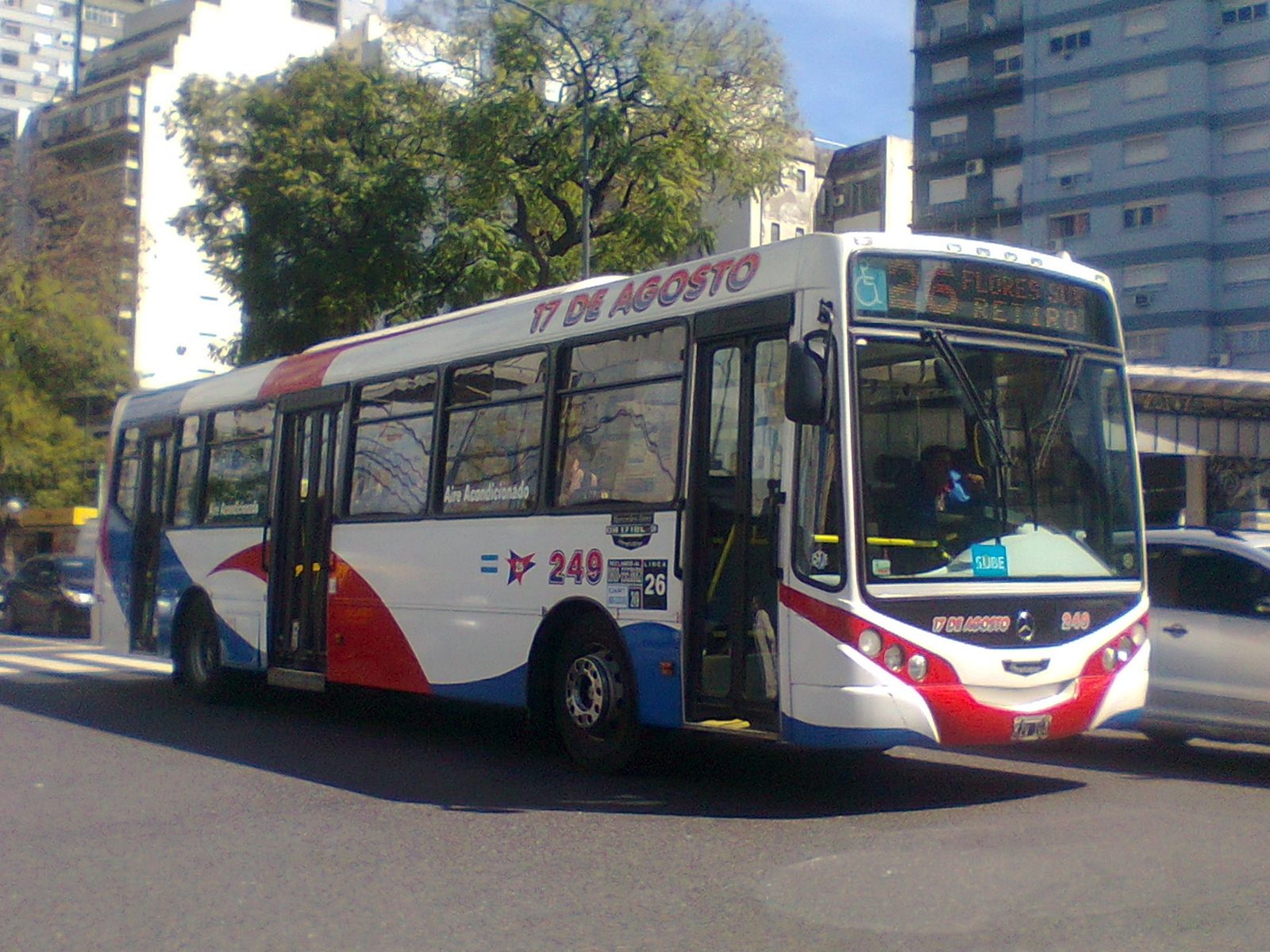
Un colectivo de la línea 26.